# Mehlingen
Mehlingen est une municipalité de la Verbandsgemeinde Enkenbach-Alsenborn, dans l'arrondissement de Kaiserslautern, en Rhénanie-Palatinat, dans l'ouest de l'Allemagne.

## Références

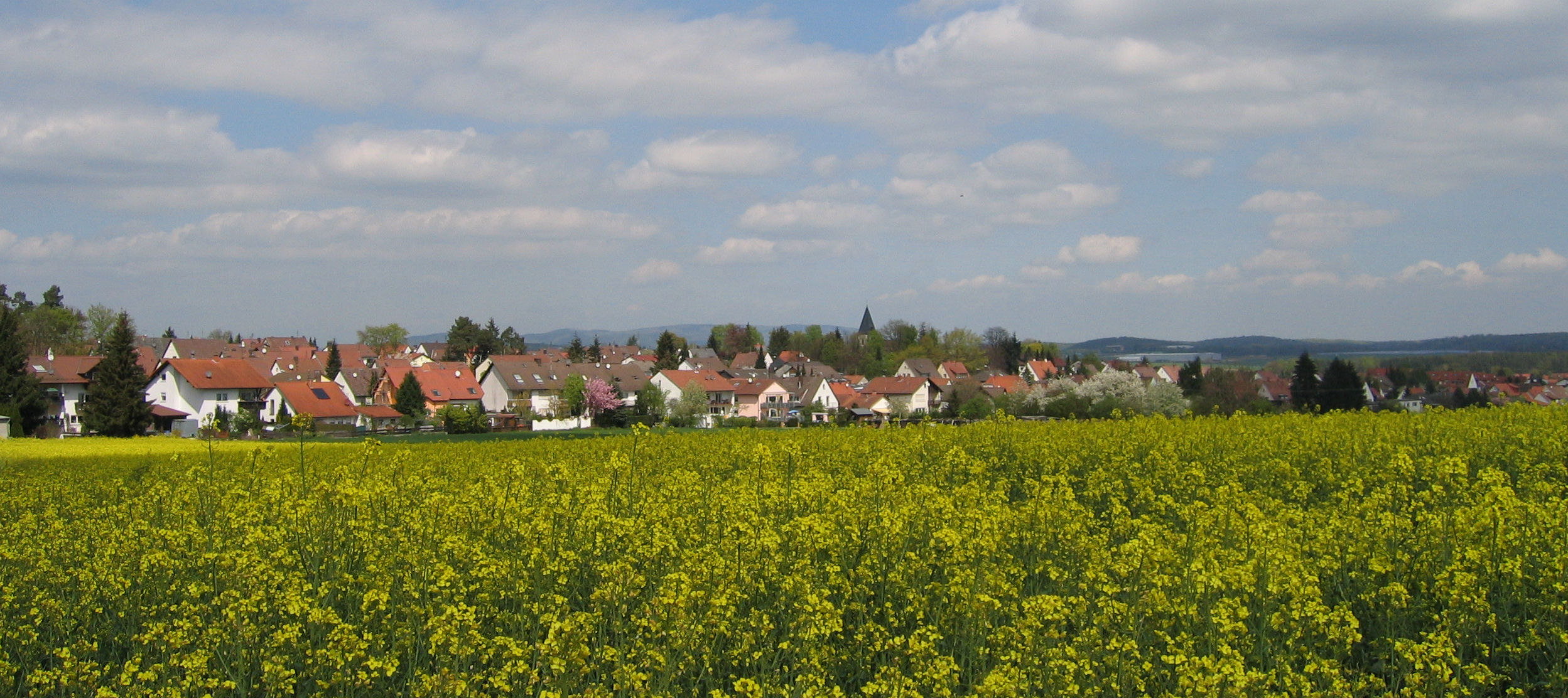
Panorama de Mehlingen
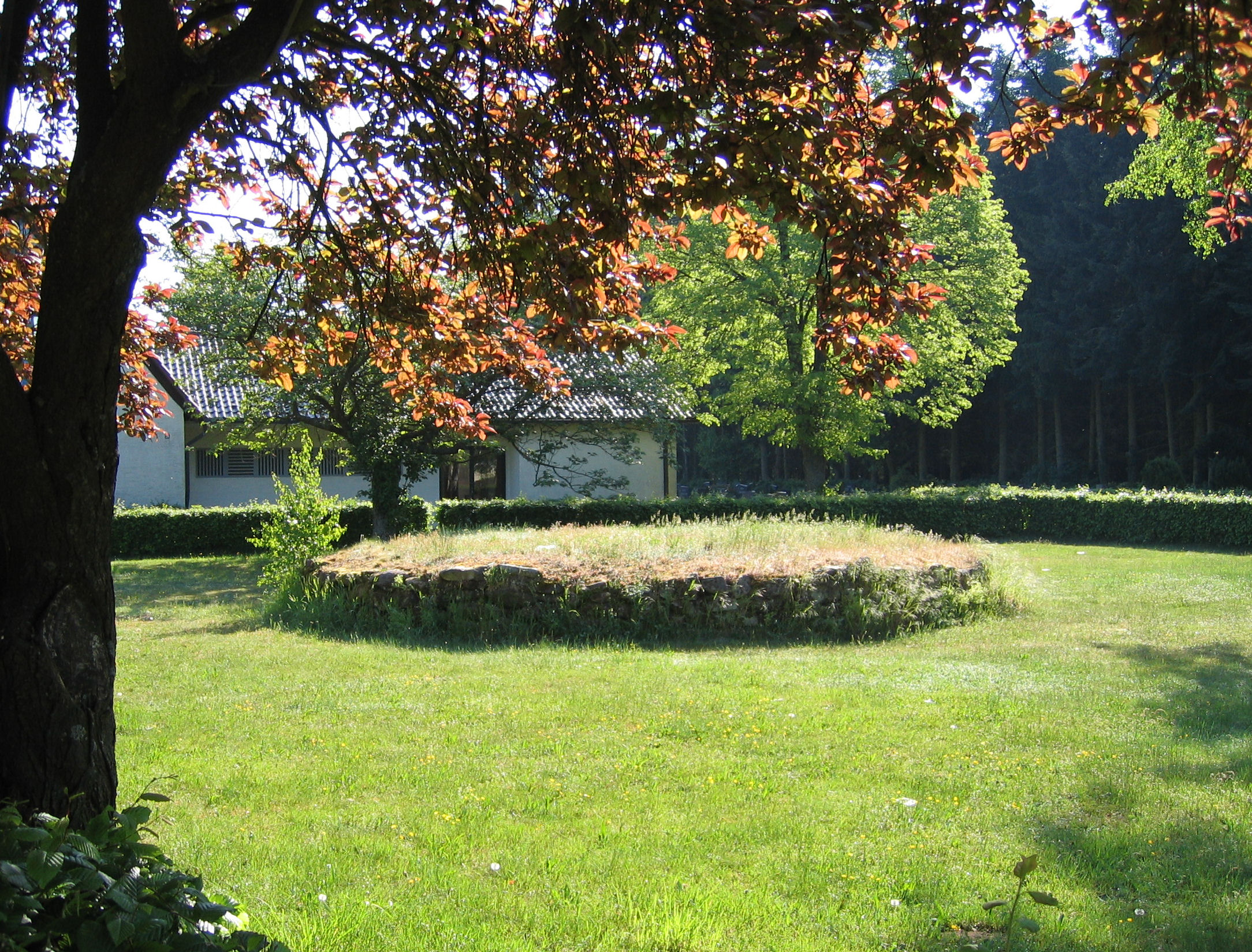
Colline datant du néolithique
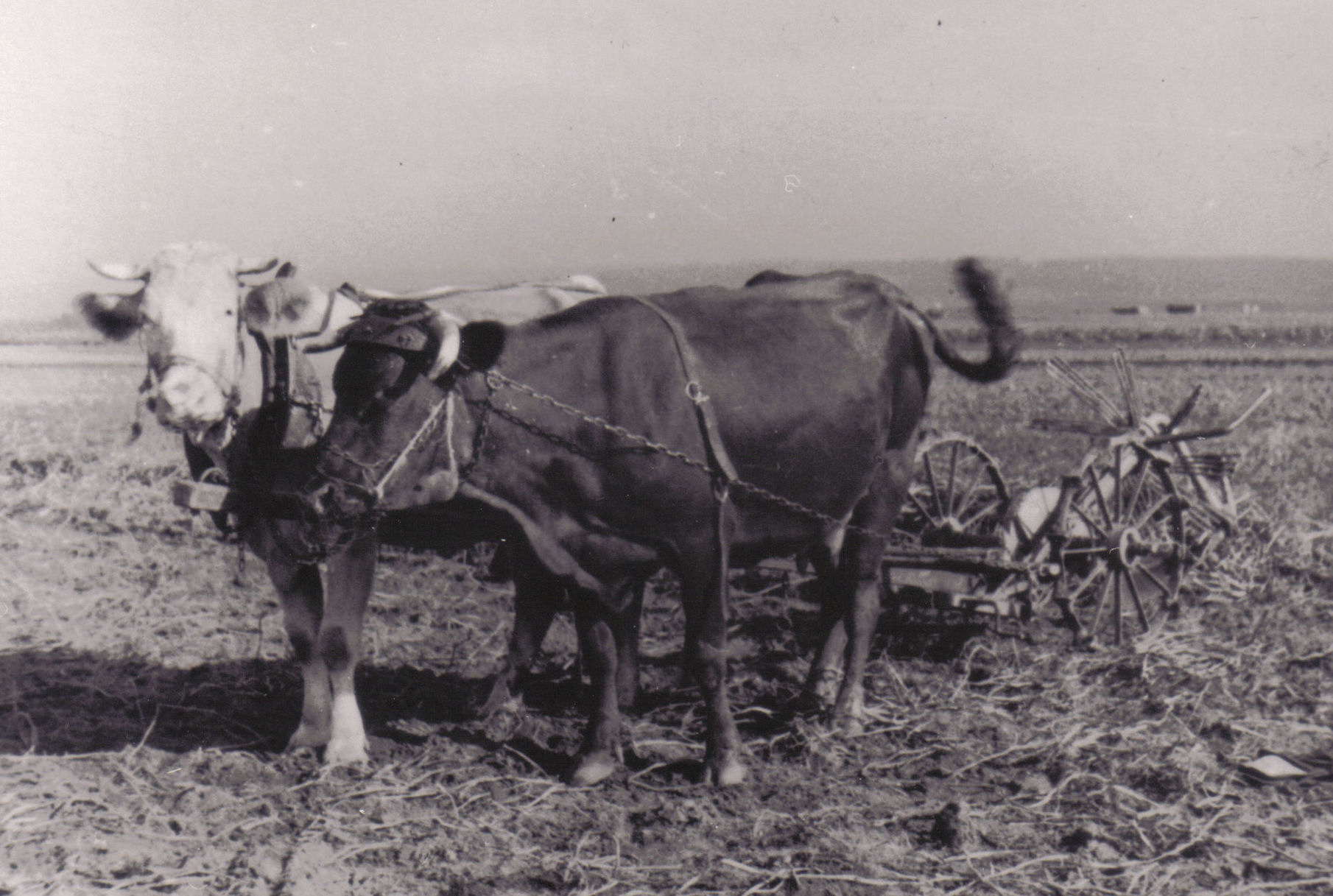
Mehlingen agricole en 1934
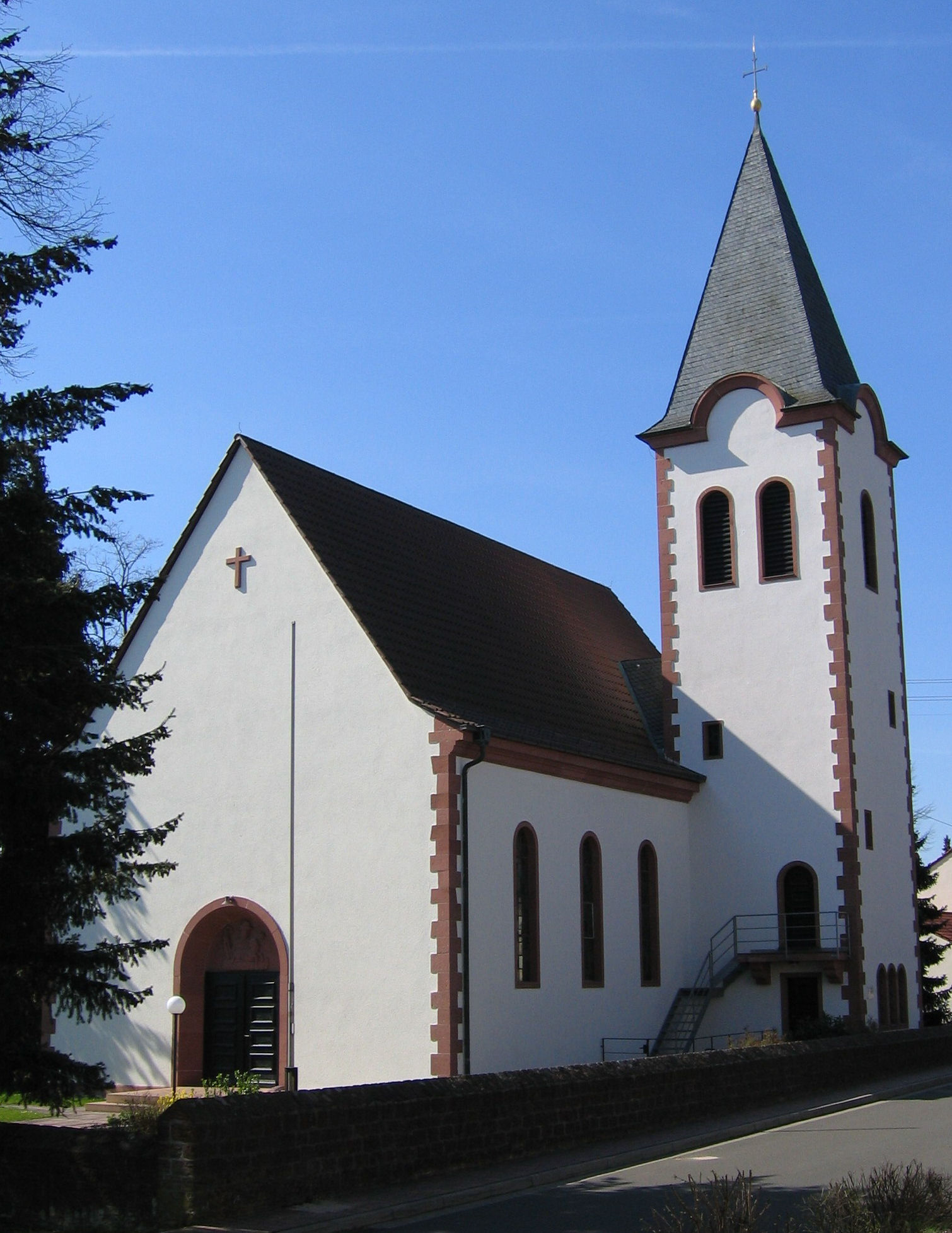
Église protestante
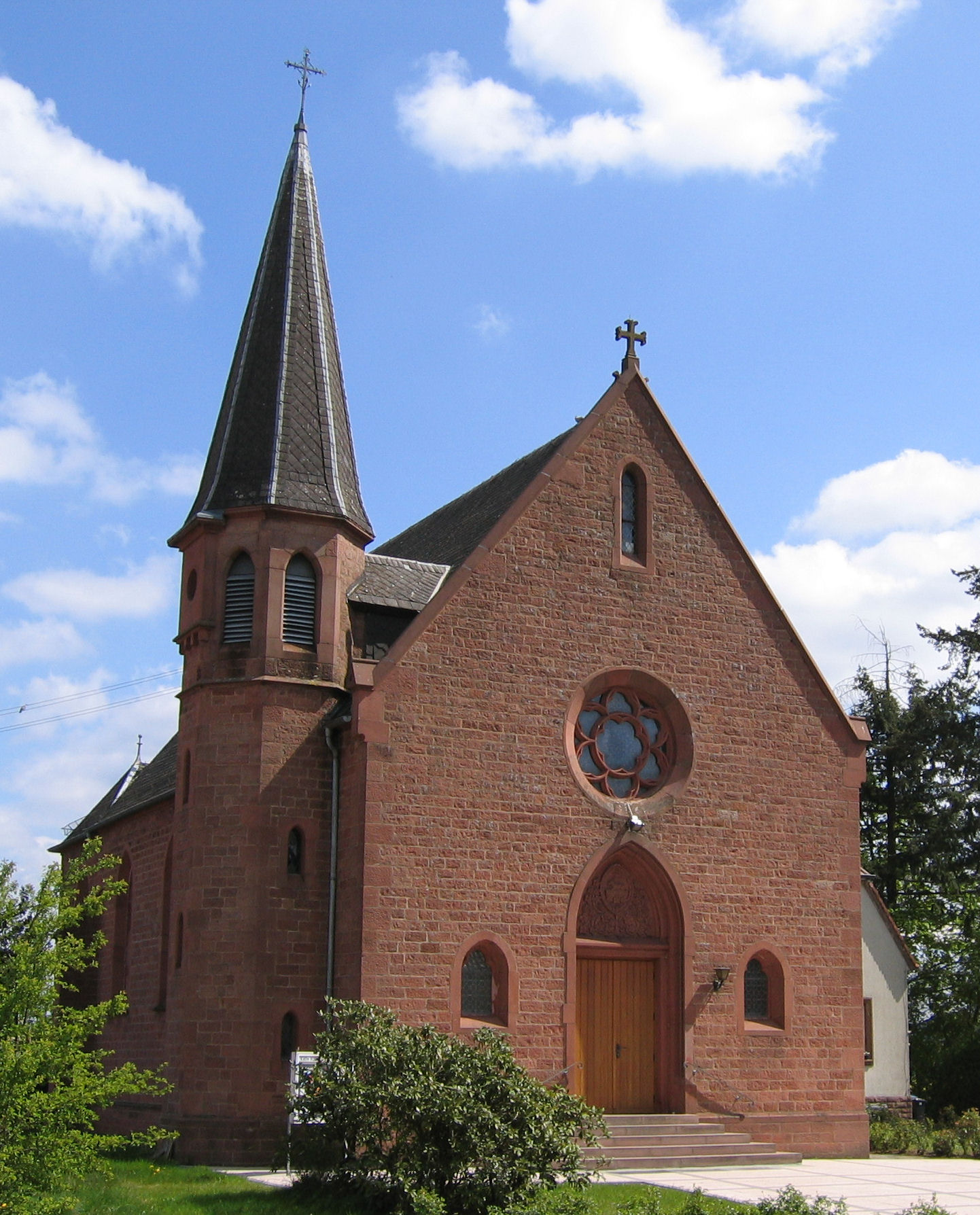
Église catholique
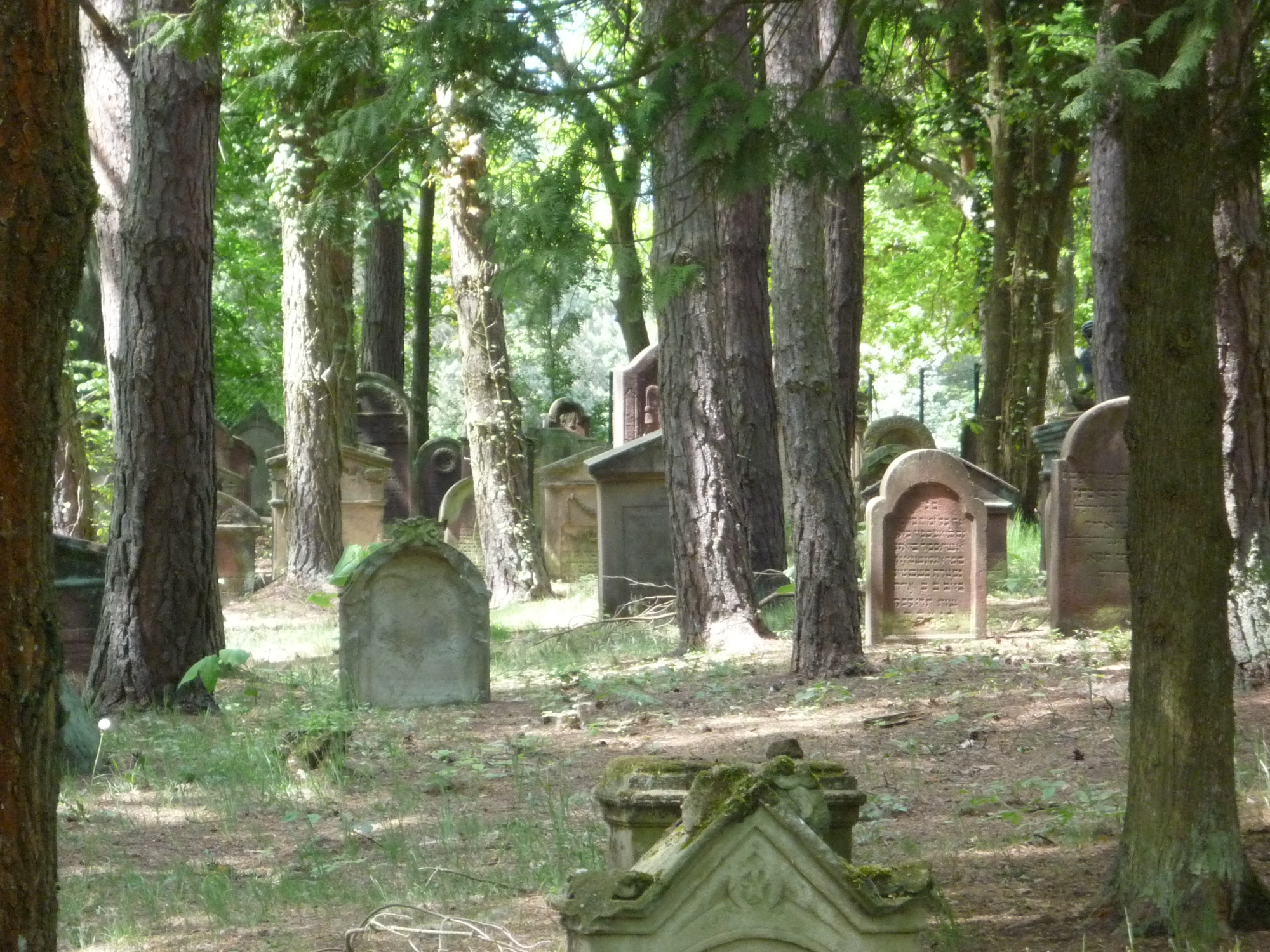
Cimetière juif
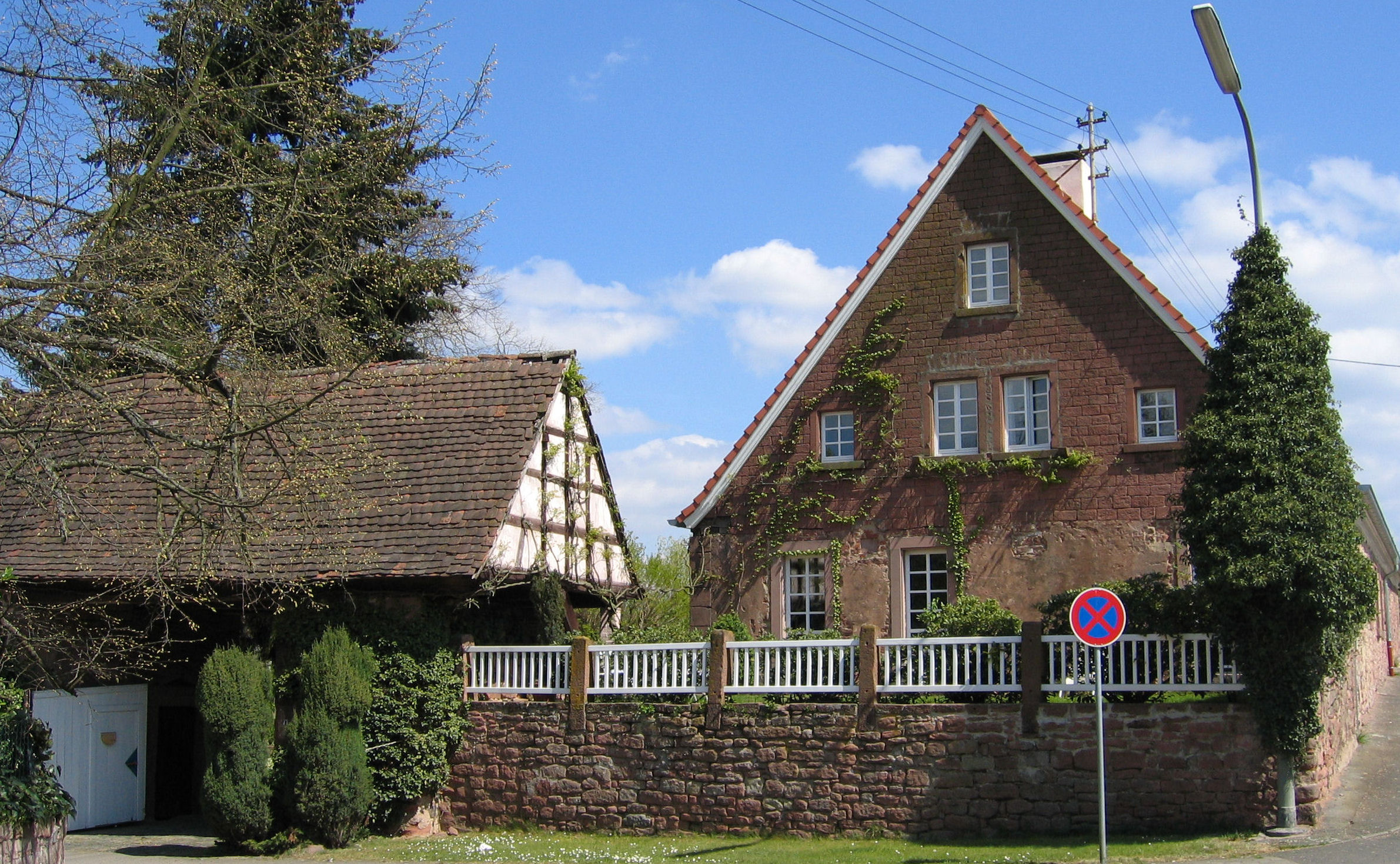
Maison typique de Mehlingen
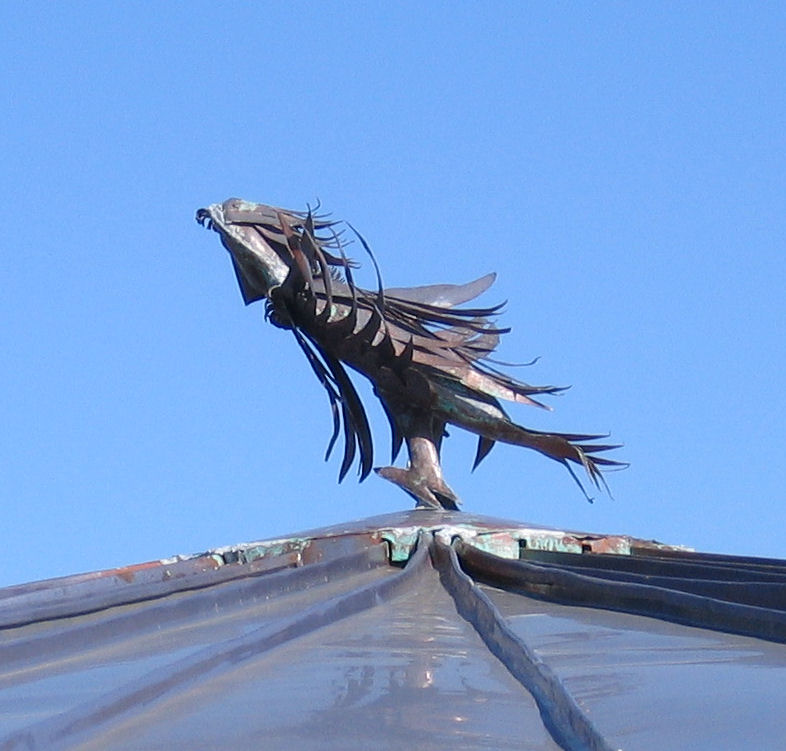
Heidedritsche
Localisation de Mehlingen dans la Verbandsgemeide et dans l'arrondissement